# 第一次法國—達荷美戰爭
第一次法国—达荷美战争是1890年法兰西第三共和国和达荷美王国之间爆发的战争。最終法国获胜，达荷美战败。 1890年10月3日，兩國签署条约。 